# SunPower
Die SunPower Corp. ist ein börsennotiertes US-amerikanisches Unternehmen, das Solarzellen herstellt, Photovoltaikanlagen plant, errichtet und betreibt.

## Daten und Fakten
SunPower wurde 1985 in Silicon Valley von Richard Swanson zur kommerziellen Nutzung seiner Technologie gegründet, die er als Professor für Electrical Engineering an der Stanford University zusammen mit seinen Studenten entwickelt hatte. SunPower stellt monokristalline, rückseitig kontaktierte Solarzellen mit einem Modulwirkungsgrad von bis zu 22,8 % her.

## Geschichte
Im Jahre 2001 wurde zusammen mit der NASA ein Solarflugzeug namens Helios gebaut, dessen Tragflächen hauptsächlich aus schwarzen Solarmodulen bestanden.
Im Mai 2002 investierte der Halbleiterspezialist Cypress 8,8 Millionen US-Dollar und übernahm damit die Mehrheit am Unternehmen, an dessen Aufbau er maßgeblich beteiligt war.
Im Jahre 2005 errichtete das Unternehmen mit dem Solarpark Bavaria die damals größte Photovoltaik-Freiflächenanlage der Welt. SunPower ist auch Betreiber der Anlage.
Am 10. Januar 2007 übernahm SunPower das Unternehmen PowerLight Corporation, bis dahin einer der Marktführer bei der Planung und Projektierung schlüsselfertiger Solarkraftwerke.
2010 hatte SunPower eine Bilanzsumme von mehr als 900 Millionen Dollar, mit mehr als 1500 Händlern in acht Ländern und 5150 Mitarbeitern.
Am 2. Januar 2011 hatte SunPower circa 5150 Angestellte weltweit. Darunter rund 700 Angestellte in den USA, 4130 in den Philippinen und 320 Angestellte in anderen Ländern. Von diesen sind rund 3850 in der Manufaktur, 190 in der Erstellung und Durchführung von Projekten, 210 in Forschung und Entwicklung, 580 in der Vermarktung und 320 in der Verwaltung tätig.
Am 5. August 2011 wurde bekannt, dass SunPower neuer Haupt- und Trikotsponsor von Bayer 04 Leverkusen wird. Der Vertrag wurde vorzeitig zum Ende der Saison 2012/13 aufgelöst.
Im Februar 2022 gab TotalEnergies bekannt, die Marktsegmente Geschäfts- und Industriekunden für 250 Millionen Dollar von SunPower zu erwerben. Nachdem das Unternehmen bereits zuvor Aktienanteile von SunPower hielt.
Im August 2024 meldete das Unternehmen Konkurs an.

## Aktie
Die Aktie ist seit 2009 im Photovoltaik Global 30 Index notiert.
Im April 2011 wurden 60 % der Sunpower Aktien durch den französischen Ölkonzern Total für ca. 960 Millionen Euro erworben.

## Standorte
Forschung und Entwicklung erfolgen nach wie vor in San José (Kalifornien).
Zellproduktion auf den Philippinen außerhalb von Manila sowie in Malaysia:
- Fab 1 im Laguna Techno Park (2011 geschlossen und alle Angestellten entlassen oder in die 50 km entfernte Fab 2 versetzt)
- Fab 2 in Batangas City (2016 geschlossen und alle Angestellten entlassen oder in die 50 km entfernte Fab 4 versetzt)[11]
- Fab 3 in Melakka / Malaysia
- Fab 4 im Laguna Techno Park (gleicher Standort wie die ehemalige Fab 1)

Die Modulfertigung findet in Mexicali (Mexiko) und Porcelette (Frankreich) statt.
Lange Zeit gab es nur eine Pilotproduktion in den Hallen von Cypress Semiconductor in Round Rock (Texas).